# Parco nazionale della Val Grande
Il parco nazionale della Val Grande è un'area naturale protetta, interamente compresa nei confini della provincia del Verbano-Cusio-Ossola, in Piemonte, istituita nel 1992 (e poi ampliata nel 1998 e nel 2023) per preservare la zona selvaggia più estesa delle Alpi e d'Italia. La grande estensione del territorio privo di insediamenti umani, le caratteristiche dei paesaggi e il panorama offerto dalle Alpi Lepontine fanno del parco una meta ambita per gli amanti della natura e del trekking. All'interno del parco si trovano la Riserva naturale Val Grande (riserva naturale integrale e biogenetica di 973 ettari) e la Riserva naturale Monte Mottac (riserva naturale orientata e biogenetica di 2.410 ettari), entrambe istituite nel 1971.
Il parco è gestito dall'Ente Parco Nazionale della Val Grande, con sede a Vogogna. Nel 2018 il parco naturale della Valle del Ticino, il parco naturale lombardo della Valle del Ticino, il  parco nazionale della Val Grande e il parco regionale Campo dei Fiori sono stati inclusi nella riserva della biosfera UNESCO Ticino Val Grande Verbano. Quest’ultima copre un territorio di oltre 3.320 km² tra Lombardia e Piemonte, dalle alpi alla foce del Ticino nel Po, estendendosi, a nord, fino al confine con la Svizzera.

## Storia
(Marco Albino Ferrari, Meridiani Montagne n°85)

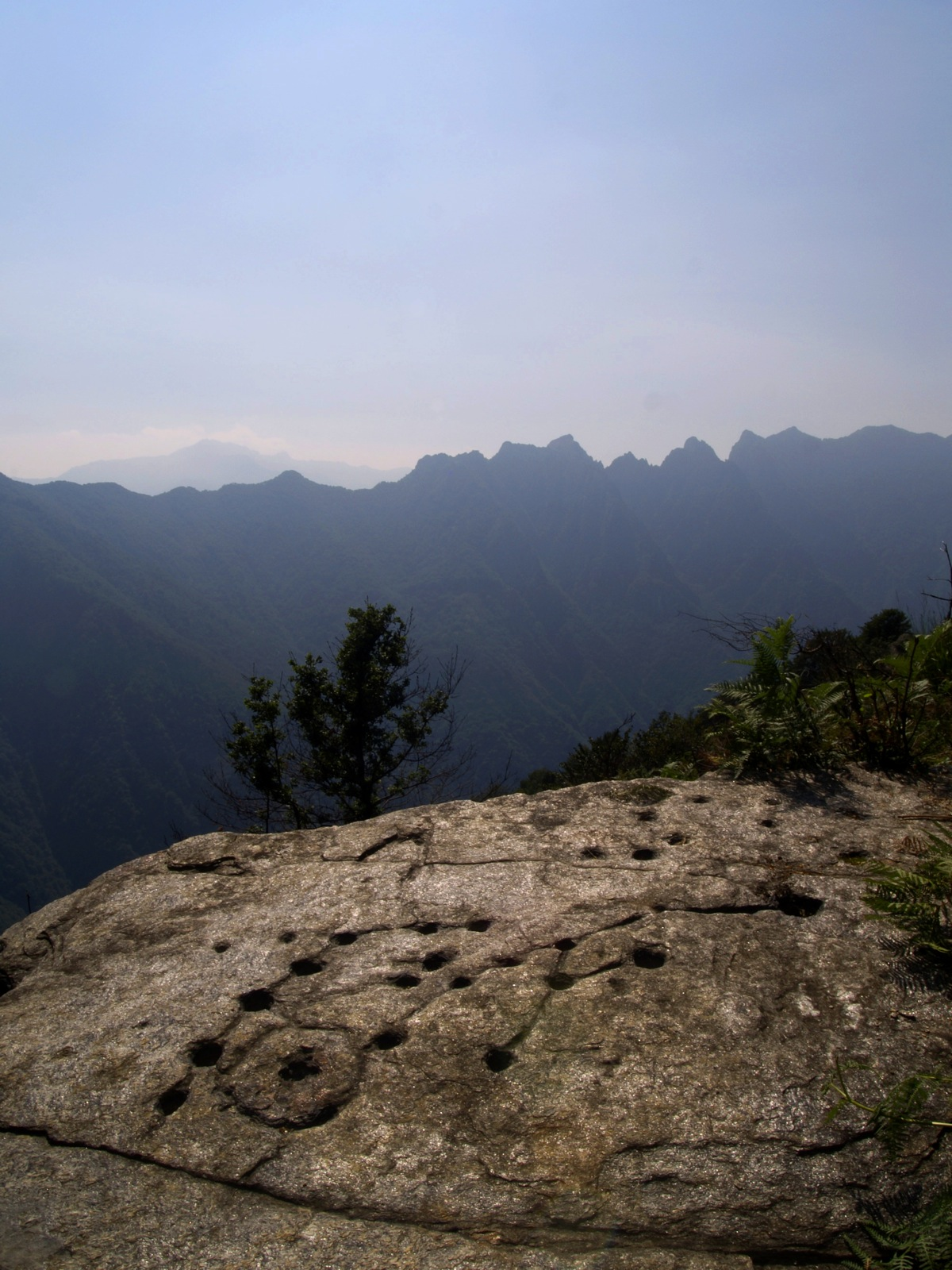
Incisioni rupestri sul "Masso Altare", nei pressi dell'Alpe Prà

Il ritrovamento di incisioni rupestri (una delle quali ripresa nel logo del parco) e oggetti funerari nelle necropoli di Malesco e Miazzina fanno risalire i primi insediamenti nei comuni intorno alla valle all'epoca dell'età del ferro. Uno dei manufatti più rilevanti è il cosiddetto "mascherone" di Vogogna, un volto in pietra ollare di tradizione celtica le cui origini risalgono alla seconda età del ferro (circa 450 - 15 a.C.) che si suppone rappresentasse la divinità celtica di Cernunnos, dio della natura selvaggia. La Val Grande stessa fu forse frequentata occasionalmente da cacciatori prima dell'anno Mille ma non vi sono evidenze che fosse abitata, un documento dell'epoca cita le "selve incolte" che si trovano oltre la colma di Premosello.
Tra il X e il XI secolo il paesaggio inizia mutare, i primi pastori trasformano le terre incolte in pascoli e nascono gli alpeggi estivi. 
All'inizio del novecento a Pogallo, un alpeggio situato nell'omonima valle, ci fu un grandissimo sviluppo dovuto alla produzione di legname proveniente dai disboscamenti avvenuti in Val Grande. I boschi di queste valli, visto l'assoluto isolamento, non erano stati ancora mai sfruttati ed erano molto estesi. Grazie agli investimenti dell'ingegnere Carlo Sutermeister, Pogallo si trasformò ben presto in un centro vitale e attivissimo in cui trovò impiego moltissimo personale locale e immigrato: venne costruito un villaggio fornito di spaccio, un'osteria, una officina del fabbro, una stalla, un forno comune, una scuola, una caserma dei Carabinieri e un'infermeria. Il legname, raccolto anche molto distante, giungeva a Pogallo per mezzo di carrelli e teleferiche (di cui sono ancora visibili oggi alcune tracce). Il Collegamento tra Pogallo e Cicogna, prima molto difficoltoso, fu reso adatto ai carrelli per il legname grazie ad una nuova mulattiera, chiamata "Sutermeister" in onore dell'ingegnere, che grazie ad arditi passaggi scavati nella roccia dimezza il tempo di percorrenza. Per raggiungere il Lago Maggiore e la piana del Toce il legname veniva trasportato con la tecnica della fluitazione sul torrente san Bernardino. La produzione di legname cessò nel dopoguerra e gli impianti furono abbandonati.

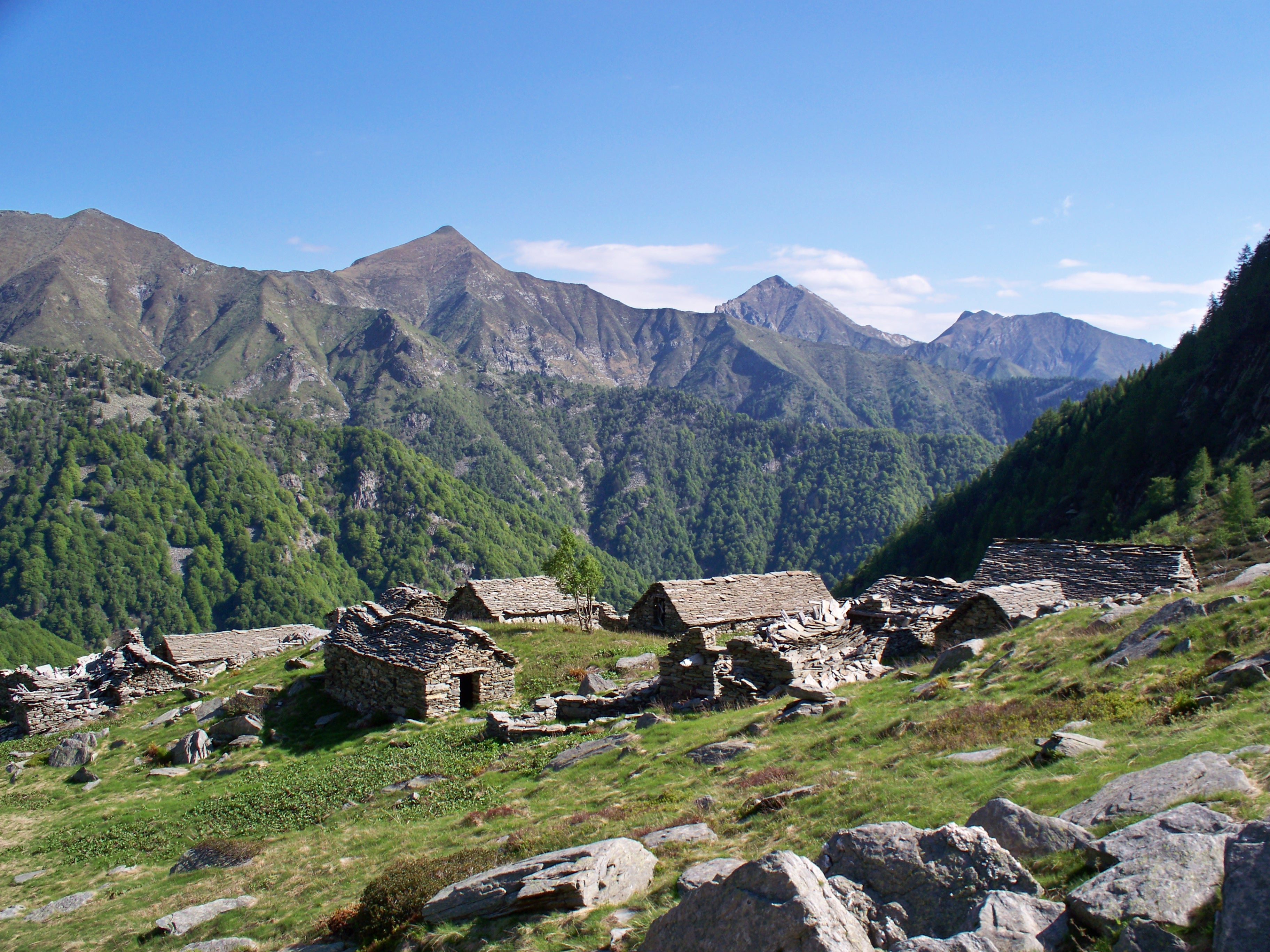
Alpe Quagiui

Durante la seconda guerra mondiale il territorio selvaggio della Val Grande e della Val Pogallo offrì riparo a molti partigiani. Nel luglio 1944 i nazifascisti condussero un violento rastrellamento della zona, alla fine del quale si contarono circa 300 partigiani morti, 208 baite incendiate e 50 case danneggiate o distrutte dai bombardamenti a Cicogna. Vittime del rastrellamento furono anche civili, pastori ed alpigiani, che pagarono con la vita o con l'incendio delle stalle l'appoggio dato alla Resistenza. A prestare soccorso sanitario a tutte queste persone, c'era l'infermiera partigiana Maria Peron, la quale salvò moltissime vite e curò numerosi feriti nelle zone della Val Grande. Nei mesi seguenti la valle fece parte della Repubblica partigiana dell'Ossola, che tuttavia ebbe vita breve. Dal 1944 in poi il territorio della Val Grande e della Val Pogallo è rimasto pressoché abbandonato.
Oggi in Val Grande esiste un solo centro abitato: Cicogna (frazione di Cossogno) dove si contano 17 abitanti. L'abbandono dei pascoli e dell'attività di taglio della legna hanno permesso al bosco di ricolonizzare valli e pendii. Non sono rari i casi in cui ci si trova faccia a faccia con manufatti e opere di ingegneria, avvolti ormai dai vegetali, che creano ambienti spettrali e trasmettono la sensazione della forza della natura che si riappropria degli spazi una volta occupati dalle attività umane. D'altra parte, proprio l'abbandono che ha seguito un periodo prolungato di forte antropizzazione, ha lasciato la traccia sotto la forma di una rete diffusa di sentieri che via via scompaiono riemergendo solo in forma occasionale e offrendo la possibilità di misurare concretamente la propria capacità di orientamento.
La nascita della riserva naturale integrale del Pedum risale al 1967, mentre la riserva naturale orientata del Monte Mottàc è stata istituita tre anni dopo, per un territorio complessivo di 3.400 ettari. 
Il Parco Nazionale Val Grande è stato istituito nel 1992 sui territori dei comuni di: Beura Cardezza, Caprezzo, Cossogno, Valle Cannobina, Intragna, Malesco, Miazzina, Premosello Chiovenda, San Bernardino Verbano, Santa Maria Maggiore, Trontano. Primo presidente del Parco, per due mandati, dal 1994 al 2003 è stata Franca Olmi; primo direttore, dal 1995 al 2000, è stato Giuliano Tallone, dal 2007 il direttore è Tullio Bagnati, che fu già componente del Consiglio Direttivo. Presidenti dopo Franca Olmi sono stati Alberto Actis, Pierleonardo Zaccheo, Massimo Bocci e attualmente Luigi Spadone.
Con un DPR del 24 giugno 1998 il parco è stato ampliato a comprendere parte dei comuni di Aurano e Vogogna e la frazione di Colloro del comune di Premosello Chiovenda, per un'estensione totale di 15.000 ettari. 
Nel 2006 un'area di 11.856 ettari che approssimativamente corrisponde con il parco è stata designata sito di interesse comunitario della rete europea Natura 2000.
Con il DPR del 18 luglio 2023 è stato approvato un ampliamento di 2.423 ettari, proposto nel 2019 dagli organi del parco, che interessa i territori di tre comuni già all'interno del parco (Caprezzo, Cossogno e Vogogna) e tre nuovi comuni (Mergozzo, Ornavasso e Verbania). Alcune associazioni di cacciatori del Verbano hanno presentato ricorso al TAR chiedendo l'annullamento del decreto presidenziale di ampliamento .

## Territorio
(Edmondo Brusoni, Guida dell'Ossola, 1888)
Il parco si estende per una superficie di 17.021 ettari, su un terreno prevalentemente montuoso. Comprende l'intera Val Grande, la laterale Val Pogallo e parzialmente le valli Vigezzo, Cannobina, Ossola ed Intrasca.
La Riserva naturale Val Grande, la zona più interna di riserva naturale integrale, comprende la Cima Pedum, anche se le cime più ambite dagli escursionisti e dagli amanti della natura sono i monti circostanti. I paesaggi variano costantemente con la quota, l'esposizione dei versanti al sole, la presenza dell'acqua, tuttavia una nota comune contraddistingue una montagna costantemente aspra ed inospitale.
Altre escursioni degne di nota sono le ascensioni sui monti che delimitano il parco sul versante del Lago Maggiore, cioè il Monte Zeda ed il pizzo Marona; raggiungibili con un'escursione in giornata moderatamente impegnativa, si possono anche concatenare in un giro più ampio con i sentieri che salgono da Cicogna o dalla Valle Intrasca.
La dorsale che costeggia la bassa Valgrande da Casa dell'Alpino (Alpe Prà) fino alla Bocchetta di Campo si presenta come ideale spartiacque fra la Valgrande vera e propria e la Val Pogallo. È, però, un tratto poco adatto alle passeggiate, di importante difficoltà a causa di sentieri poco battuti, spesso non segnati che, quindi, richiedono grande attenzione per evitare scivolate disastrose. Senza troppe difficoltà si può raggiungere la Cima Sasso, anche se è consigliabile una conoscenza del territorio circostante, mentre la parte restante della cresta è consigliata ad escursionisti con esperienza ed accompagnati.
Il territorio del parco comprende anche il greto del fiume Toce nei pressi di Vogogna e Ornavasso, parte della rete Natura 2000; e il Monterosso, che sovrasta la città di Verbania. Confina a sud con la Riserva naturale di Fondo Toce.
Il Rio Valgrande ed il Rio Pogallo con i loro bacini idrografici costituiscono il Parco. I fiumi hanno delle sorgenti vere e proprie, pertanto non possono essere riduttivamente definiti torrenti; tuttavia le caratteristiche degli alvei, sovente incassati in rocce dure con pareti a strapiombo, rende il corso di questi fiumi soggetto a variazioni estremamente rapide in caso di pioggia.
Della vecchia rete di strade mulattiere del passato, sono rimasti alcuni ponti che permettono di attraversare questi corsi d'acqua, che altrimenti si presentano come barriere invalicabili per buona parte della loro lunghezza.

### Monti principali
I monti principali del parco fanno parte delle Alpi Ticinesi e del Verbano situate nelle Alpi Lepontine e sono: 
| Vetta               | Altezza (metri) | Supergruppo alpino               | Gruppo alpino        | Sottogruppo alpino    |
| ------------------- | --------------- | -------------------------------- | -------------------- | --------------------- |
| Monte Togano        | 2310            | Catena Togano-Laurasca-Limidario | Gruppo del Togano    | Monte Togano          |
| Pizzo Nona          | 2271            | Catena Togano-Laurasca-Limidario | Gruppo del Togano    |                       |
| Pizzo Tignolino     | 2246            | Catena Togano-Laurasca-Limidario | Gruppo del Togano    |                       |
| Testa di Menta      | 2204            | Catena Togano-Laurasca-Limidario | Gruppo del Togano    |                       |
| Cima della Laurasca | 2195            | Catena Togano-Laurasca-Limidario | Gruppo Zeda-Laurasca | Gruppo della Laurasca |
| Monte Zeda          | 2157            | Catena Togano-Laurasca-Limidario | Gruppo Zeda-Laurasca | Gruppo dello Zeda     |
| Cima Pedum          | 2111            | Catena Togano-Laurasca-Limidario | Gruppo Zeda-Laurasca | Gruppo della Laurasca |
| Pizzo Proman        | 2098            | Catena Togano-Laurasca-Limidario | Gruppo del Togano    |                       |
| Testa del Parise    | 2092            | Catena Togano-Laurasca-Limidario | Gruppo del Togano    |                       |
| Pizzo della Rossola | 2087            | Catena Togano-Laurasca-Limidario | Gruppo del Togano    |                       |
| Pizzo Marona        | 2051            | Catena Togano-Laurasca-Limidario | Gruppo Zeda-Laurasca | Gruppo dello Zeda     |
| Pizzo Mottac        | 1802            | Catena Togano-Laurasca-Limidario | Gruppo del Togano    |                       |
| Monte Spalavera     | 1534            | Catena Togano-Laurasca-Limidario | Gruppo Zeda-Laurasca | Gruppo dello Zeda     |

### Centri abitati
Il parco, per la maggior parte selvaggio, presenta al suo interno molti alpeggi stagionali e alcuni centri stabilmente abitati:
- Cicogna (Cossogno)
- Colloro (Premosello-Chiovenda)
- parte del centro storico di Vogogna
- Genestredo (Vogogna)
- Bettola (Mergozzo)
- Cavandone (Verbania)
- Caprezzo

Tra questi solo Cicogna si trovava all'interno  del perimetro originario del parco del 1992.

## Flora e fauna
In Val grande, al pari di quanto avvenuto in altri territori in conseguenza dello spopolamento successivo alla seconda guerra mondiale, il bosco ha ripreso il suo spazio, precedentemente ad esso strappato grazie all'opera di boscaioli e mantenuto dai pastori. 
Allo stato attuale, la natura risente di questa storia, presentando un bosco giovane che si estende su buona parte della superficie del parco. L'altezza media non è infatti elevata, permettendo a specie di bassa montagna come castagno, faggio, nocciolo, di farla da padrone.
- mammiferi
  - ungulati
    - camoscio
    - capriolo
    - cervo
    - cinghiale

  - carnivori
    - lupo
    - volpe
    - faina
    - martora
    - tasso
    - donnola

  - roditori
    - ghiro
    - topo selvatico
    - scoiattolo

- uccelli
  - aquila reale
  - falco pellegrino
  - fagiano di monte
  - francolino di monte
  - gufo reale
  - picchio nero
  - luì bianco
  - averla piccola
  - merlo acquaiolo
  - ballerina gialla

- rettili
  - vipera
- pesci
  - trota fario
  - scazzone
- insetti
  - Carabus lepontinus (specie endemica)
  - Rosalia alpina
  - Osmoderna eremita
  - Gnorimus variabilis

Il mitologico basilisco, localmente detto baselesc o re di biss, è una presenza abituale nelle leggende e nel folklore della zona.

## Strutture ricettive

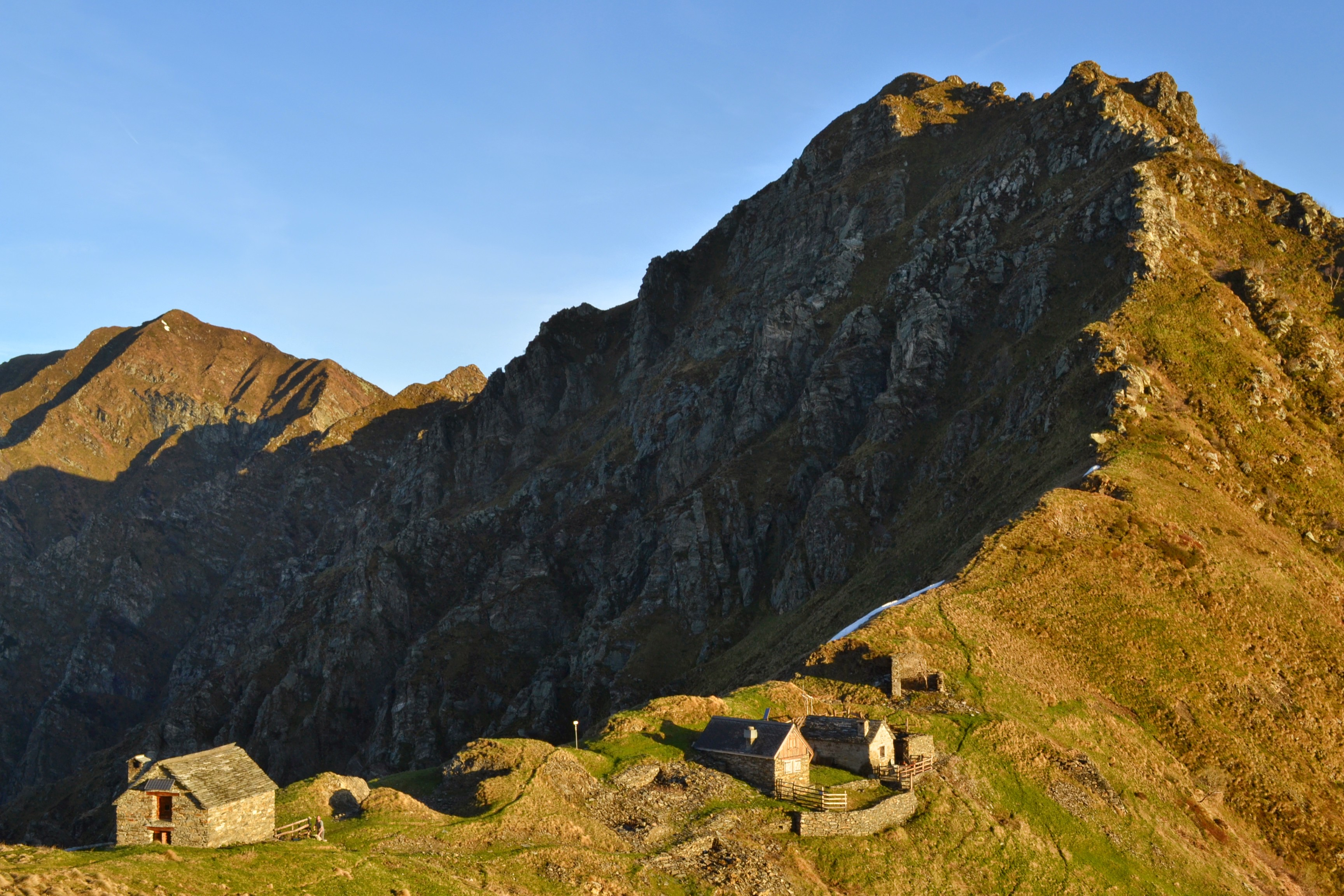
Il bivacco alla colma di Premosello.

Nel parco sono presenti numerosi bivacchi sempre aperti. I rifugi gestiti invece sono solo quattro, sono aperti solo durante il periodo estivo e si trovano sui confini del parco:
- Rifugio Alpe Parpinasca (1240m 46.104986°N 8.353471°E). Si trova a Nord-Ovest del parco, qualche chilometro fuori dal parco, sulle pendici del Monte Togano.
- Rifugio Pian Cavallone (1530m 46.01338°N 8.53935°E). Si trova sul confine Est del parco, qualche chilometro a Sud del Monte Zeda.
- Rifugio Fantoli (1005m 45.985218°N 8.462022°E). Si trova sul confine Sud-Est del parco, ad Ompio, sotto il Monte Faié.
- Casa dell'Alpino (1260m 46.008091°N 8.481575°E). Si trova all'Alpe Prà, sopra Cicogna.

Nei paesi limitrofi al parco, ma anche a Cicogna, sono presenti numerosi bed&breakfast e case vacanze.